# Ветрово
Вèтрово е село в Северна България, община Габрово, област Габрово.

## География
Село Ветрово се намира на около 6 km север-северозападно от центъра на областния град Габрово, североизточно край третокласния републикански път III-4403, от който се отклонява на североизток през селото общински път за село Гръблевци и други съседни села, а на запад – общински път до близкото село Свинарски дол. Разположено е в южната част на платото Стражата върху терен с надморска височина около 610 – 620 m, а застрояването му се състои от 5 – 6 малки сгради.

## История
През 1951 г. дотогавашното населено място колиби Шòшлека е преименувано на Вèтрово, а през 1995 г. колиби Ветрово придобива статута на село.

## Население
Населението на село Ветрово наброява 10 души при преброяването към 1934 г., намалява до трима (по текущата демографска статистика за населението) към 2019 г.
Преброяване на населението през 2011 г.
Численост и дял на етническите групи според преброяването на населението през 2011 г.:
|                     | Численост | Дял (в %) |
| Общо                | 5         | 100,00    |
| Българи             | 5         | 100,00    |
| Турци               | 0         | 0,00      |
| Цигани              | 0         | 0,00      |
| Други               | 0         | 0,00      |
| Не се самоопределят | 0         | 0,00      |
| Неотговорили        | 0         | 0,00      |